# 大高山 (富山県)
大高山（おおたかやま）は、富山県富山市にある山。標高は1100.3m。北日本新聞社「越中百山」および「新越中百山」の1つ。大高山を中核とするブナ原生林は11510.5haもの面積を持ち、希少な広域ブナ林として注目されている。

## 特徴
神通川左岸、旧細入村の猪谷集落背後に聳え立つ大きな山。猪谷川を囲むように、唐堀山、西新山とほぼ同じ高さを持つ山が連なり、飛騨高原と呼ぶに相応しい地形をなしている。
山名の由来は、山容が羽を広げた鷹の様子に似ているからとされる。
山頂は天候が良ければ立山連峰が一望できる
。

## 鉱業
古地図には大高山頂北側に鉄鉱山が書かれている。山麓の加賀沢鉱山と同様に磁鉄鉱を産出していたと見られる。

## 植生
神通川方面の南面は杉植林があり、山腹はコナラやホオノキなどが生育する雑木林。山頂高原部分は富山藩が水持林として伐採を禁止した地域で、山頂部などにブナの原生林が残されており、周辺のブナ林を合わせて11510.5haもの連続したブナ林が広がっていると分析されている。特に唐堀山〜大高山間の稜線高原はブナの巨木が多く発見されている。山菜のススタケ(チシマザサの筍)の大産地でもある。

## 地形
白木峰や金剛堂山、他周辺の山と同様に準平原遺物と考えられている広い山頂台地を持つ。地質的にも白木峰のものと類似している。

## 登山
無雪期の登山道はない。中腹までは蟹寺から送電専用鉄塔の管理道で行けるが、鉄塔より上は猛烈な藪漕ぎとなる。残雪期は同じく蟹寺から登ることができる。積雪期の山としては比較的登りやすい。